# 环南街道
环南街道是中华人民共和国浙江省舟山市定海区下辖的一个街道办事处。辖区面积25.96平方公里，辖5个社区居委会，4个行政村，另有1个渔农村新型社区。共有人口3万。境内共有28个岛屿。定海港位于辖境内。
2013年8月29日，舟山市人民政府批复同意撤销解放街道，将解放街道区域分别划归环南街道和昌国街道管理。解放路以南区域（竹山社区、海山社区、西园社区、晓峰社区、南珍社区等居委会）划归环南街道管理。

## 行政区划
环南街道下辖以下村级行政区划单位：
海山社区、南珍社区、西园社区、晓峰社区、竹山社区、卫海社区、利民社区、蓬莱社区、海滨社区、东山社区、庆丰村、盘峙村、五联村和大猫村。
另外，千岛渔农村新型社区(千岛社区)由大猫村、盘峙村、五联村于2005年5月联村组建。